# Epidendreae
Epidendreae là một tông thuộc phân họ Lan biểu sinh Epidendroideae trong họ Lan Orchidaceae, bao gồm sáu phân tông:
- Agrostopphyllinae
- Bletiinae
- Calypsoinae
- Laeliinae
- Pleurothallidinae
- Ponerinae

Tông Epidendreae là một trong những tông đa dạng nhất trong số các tông lan với sự biến đổi đáng chú ý về dạng sống, hình thái hoa (cánh môi, trụ nhị nhụy, khối phấn) và hình thức thụ phấn.